# Kung Salomos skatt
Kung Salomos skatt (originalets titel: King Solomon's Mines) är en engelsk äventyrsroman av Henry Rider Haggard. Boken gavs ut 1885 och kom i svensk översättning 1886. Boken blev väldigt populär och har filmats vid ett flertal tillfällen.

## Handling
Huvudpersonen i boken är den engelska jägaren Allan Quatermain som är bosatt i södra Afrika. Quatermain blir anlitad av två landsmän för att hjälpa till att hitta den enes bror som har gett sig iväg för att leta efter Kung Salomos legendomspunna gruvor där en stor skatt ska finnas gömd. Sökandet för dem genom öken och över berg tills de kommer till tidigare outforskat land där de träffar på ett okänt folk som leds av den grymme Twala och hans häxa Gagool.